# Dendrelaphis kopsteini
Espèce
Statut de conservation UICN

 LC  : Préoccupation mineure
Dendrelaphis kopsteini est une espèce de serpents de la famille des  Colubridae.

## Répartition
Cette espèce se rencontre :
- en Indonésie, sur l'île de Sumatra ;
- en Malaisie péninsulaire ;
- à Singapour ;
- en Thaïlande.

Un rapport du WWF mentionne également sa présence dans le centre de Bornéo.

## Description
Dendrelaphis kopsteini mesure jusqu'à 150 cm. Sa tête est de couleur bronze foncé et une bande noire traverse ses yeux jusqu'à la base de son cou. Son dos est teinté de bleu iridescent, de vert et de brun. Cette espèce se distingue des autres Dendrelaphis par son cou orange vif (notamment lorsqu'elle se sent menacée).

## Biologie
Cette espèce arboricole se nourrit d'amphibiens et de reptiles plus petits, tels des lézards.

## Étymologie
Son nom d'espèce lui a été donné en l'honneur de Felix Kopstein, médecin et naturaliste autrichien, qui s'est consacré à l’écologie et la biologie des reptiles.

## Publication originale
- Vogel & van Rooijen, 2007 : A new species of Dendrelaphis (Serpentes: Colubridae) from Southeast Asia. Zootaxa, n. 1394, p. 25-45.